# طاقة مطوقة

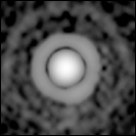

مصطلح البصريات الطاقة المطوقة يشير إلى إجراء يتمثل في تركيز الطاقة في صورة بصرية أو ليزر معروض بنطاق محدد. إذا تم جلب نجمة مفردة إلى بؤرة عدسة أكثر حدة من خلال عدسة لإعطاء أصغر صورة ممكنة بهذه العدسة المحددة (يُطلق عليها اسم دالة نشر النقطة PSF)، فإن حساب الطاقة المطوقة للصورة الناتجة يوفر توزيع الطاقة في دالة نشر النقطة تلك.
ويتم حساب الطاقة المطوقة مبدئيًا من خلال تحديد الطاقة الإجمالية لدالة نشر النقطة على مستوى الصورة كاملة، ثم تحديد النقطة المركزية لدالة نشر النقطة. ثم يتم إنشاء دوائر ذات نصف قطر متزايد في تلك النقطة المركزية، ويتم حساب طاقة دالة نشر النقطة في كل دائرة ويتم تقسيمها على الطاقة الإجمالية. ومع تزايد قطر الدالة، يتم تضمين المزيد من طاقة دالة نشر النقطة، إلى أن تصبح الدائرة كبيرة بشكل يكفي للاحتواء على طاقة دالة نشر النقطة كاملة. وبالتالي، فإن منحنى الطاقة المطوقة يتراوح من الصفر إلى الواحد.
ويعد نصف قطر دالة نشر النقطة التي يتم تطويق 59% أو 80% من الطاقة بها بين المعايير النموذجية للطاقة المطوقة (EE). وهذا بعد خطي، وغالبًا ما يكون بالميكرومتر. وعندما يتم قسمته على الطول البؤري للعدسة أو المرآة، يعطي ذلك الحجم الزاوي لدالة نشر النقطة، والذي يتم التعبير عنه بشكل نموذجي بالثواني القوسية عند تحديد أداء النظام البصري الفلكي.
كما تستخدم الطاقة المطوقة كذلك لتحديد كمية نشر شعاع ليزر بمسافة محددة. وتنتشر كل أشعة الليزر بسبب البؤرة المحدودة بالضرورة للنظام البصري الذي ينتج الشعاع. وكما هو الحال في دالة نشر نقطة صورة النجوم، يتم تقسيم النشر الخطي للشعاع المشار إليه بالطاقة المطوقة على مسافة العرض لإنتاج النشر الزاوي.
ومن بدائل الطاقة المطوقة الطاقة التربيعية، والتي تستخدم بشكل نموذجي عند قياس حدة الصور لكاميرات التصوير الرقمية باستخدام وحدات البكسل.